# Завръщане 2
„Завръщане 2“ или „Завръщане – част 2“ е българска комедийна драма от 2022 г. на режисьора Николай Илиев, който е продуцент и сценарист с Башар Рахал. Във филма участват Александър Кадиев, Рахал, Илиев, Орлин Павлов, Бойко Кръстанов, Евелин Костова, Диляна Попова, Райна Караянева, Искра Донова, Йоанна Темелкова и Антон Порязов. Музиката е композирана от Иван Тишев.
Снимките се проведоха в Поморие и Пловдив.

## Актьорски състав
- Александър Кадиев – Ангел Дамянов „Ачо“
- Башар Рахал – Бранимир Василев
- Николай Илиев – Алекс[2]
- Орлин Павлов – Виктор[3]
- Бойко Кръстанов – Деян
- Евелин Костова – Дара
- Диляна Попова – Лора
- Райна Караянева – Яна[2]
- Искра Донова – Катя
- Клоуи Рахал – Карина
- Боян Фераджиев – Ангел
- Лана Павлова – София
- Йоанна Темелкова – Юлия[4][2]
- Николай Мутафчиев – Финчи[2]
- Китодар Тодоров – Цветодар
- Индия Рахал – малката Карина
- Стефан Илчев – асистент режисьор
- Лили Сучева – репортерка
- Цветан Чолев – каскадьор 1
- Димитър Илков – каскадьор 2
- Папи Ханс – мъж в самолета[5][6]
- Михаела Павлова – танцьорка
- Стефан Петров – музикант 1
- Станислав Арабаджиев – музикант 2
- Калина Маджарова – презентаторка
- Илиян Кънев – таксиметров шофьор
- Антон Порязов – кикбоксьорът Тони
- Манал Ел Фейтури – Моника (глас)

## Премиера
Премиерата на филма се състои на 14 февруари 2022 г. в Пловдив, на 15 февруари във Варна, 16 февруари в Бургас, 17 февруари в София, и излиза по кината на 18 февруари 2022 г.